# Provincia Marga Marga
Marga Marga (Provincia de Marga Marga) este o provincie din regiunea Valparaíso, Chile, cu o populație de 325.207 locuitori (2012) și o suprafață de 1159 km2.